# Toby Petersen
Tobias Emanuel "Toby" Petersen (Minneapolis, Minnesota, 1978. október 27. –) amerikai   profi jégkorongozó. Cukorbetegsége miatt a mérkőzések közben is magánál kell tartania az inzulin injekciókat.

## Karrier
A Colorado College-on kezdte komolyabb jégkorongozói karrierjét 1996-ban. Itt négy évet játszott. Az 1998-as NHL-drafton a Pittsburgh Penguins választotta ki a kilencedik kör 244. helyén. 2000–2001-ben mutatkozott be az NHL-ben de a szezon nagy többségét az AHL-ben a Wilkes-Barre/Scranton Penguinsben játszotta. A következő idényben teljes szezont játszott a Penguinsszel majd két idényt a farmcsapatan töltött. 2004–2005-ben az AHL-es Edmonton Roadrunnershez került majd innen egy év múlva az Edmonton Oilershez a rájátszásba. Ennek az évnek a döntő többségét az AHL-es Iowa Starsban játszotta le. A következő szezont az Oilersben töltötte és egy kicsit az Iowában is szerepelt. 2007–2008-ban az Iowa Stars keretének volt a tagja majd nyolc mérkőzésre felkerült a Dallas Starsba. 2008-ban játszott az AHL All Star Gálán ahol megnyerte a leggyorsabb korcsolyázó díjat és a gálán 3 pontot szerzett, ebből 1 gól büntető volt, ami a legelső büntető volt a gáláa történetében. A 2008–2009-es szezonban 57 mérkőzésen lépett jégre a Dallas színeiben. A 2009–2010-es idényben 78 mérkőzésen lépett jégre a Dallas Starsban és 15 pontot szerzett valamint mindössze hat büntetéspercet. A csapattal nem jutott be a rájátszásba. A következő bajnoki évben is a Dallasban játszott és 60 mérkőzésen lépett jégre és 1 mérkőzésen az AHL-ben amin 1 asszisztot adott. Mindössze 8 büntetéspercet kapott 60 mérkőzésen. A csapat ennek ellenére gyengén szerepelt és már egymás után a 3. évben nem jutottak be a rájátszásba. 2011–2012-ben csak 39 mérkőzésen játszott amiken 5 pontot szerzett és ismét csak 6 büntetés percet kapott. A Stars megint nem jutott be a rájátszásba, annak ellenére, hogy a szezon feléné az egyik legjobb csapat volt a ligában és nyugaton a másodikak voltak.

## Nemzetközi szereplés
Részt vett az 1997-es és az 1998-as junior jégkorong-világbajnokságon. Az 1997-es világbajnokságról ezüstérmmel tért haza. A kanadai junior válogatottól kaptak ki a döntőben.

## Karrier statisztika
| 1996–1997        | Colorado College               | NCAA             | 40  | 17  | 21  | 38  | 18  | —  | —  | —  | —  | —  |
| 1997–1998        | Colorado College               | NCAA             | 40  | 16  | 17  | 33  | 34  | —  | —  | —  | —  | —  |
| 1998–1999        | Colorado College               | NCAA             | 21  | 12  | 12  | 24  | 2   | —  | —  | —  | —  | —  |
| 1999–2000        | Colorado College               | NCAA             | 37  | 14  | 19  | 33  | 8   | —  | —  | —  | —  | —  |
| 2000–2001        | Wilkes-Barre/Scranton Penguins | AHL              | 73  | 26  | 41  | 67  | 22  | 21 | 7  | 6  | 13 | 4  |
| 2000–2001        | Pittsburgh Penguins            | NHL              | 12  | 2   | 6   | 8   | 4   | —  | —  | —  | —  | —  |
| 2001–2002        | Pittsburgh Penguins            | NHL              | 79  | 8   | 10  | 18  | 4   | —  | —  | —  | —  | —  |
| 2002–2003        | Wilkes-Barre/Scranton Penguins | AHL              | 80  | 31  | 35  | 66  | 24  | 6  | 1  | 3  | 4  | 4  |
| 2003–2004        | Wilkes-Barre/Scranton Penguins | AHL              | 62  | 15  | 29  | 44  | 4   | 21 | 2  | 10 | 12 | 12 |
| 2004–2005        | Edmonton Roadrunners           | AHL              | 78  | 14  | 15  | 29  | 21  | —  | —  | —  | —  | —  |
| 2005–2006        | Iowa Stars                     | AHL              | 79  | 26  | 47  | 73  | 48  | 7  | 2  | 4  | 6  | 2  |
| 2005–2006        | Edmonton Oilers                | NHL              | —   | —   | —   | —   | —   | 2  | 1  | 0  | 1  | 0  |
| 2006–2007        | Iowa Stars                     | AHL              | 7   | 2   | 6   | 8   | 0   | —  | —  | —  | —  | —  |
| 2006–2007        | Edmonton Oilers                | NHL              | 64  | 6   | 9   | 15  | 4   | —  | —  | —  | —  | —  |
| 2007–2008        | Iowa Stars                     | AHL              | 64  | 21  | 30  | 51  | 24  | —  | —  | —  | —  | —  |
| 2007–2008        | Dallas Stars                   | NHL              | 8   | 0   | 3   | 3   | 4   | 16 | 0  | 0  | 0  | 2  |
| 2008–2009        | Dallas Stars                   | NHL              | 57  | 4   | 7   | 11  | 14  | —  | —  | —  | —  | —  |
| 2009–2010        | Dallas Stars                   | NHL              | 78  | 9   | 6   | 15  | 6   | —  | —  | —  | —  | —  |
| 2010–2011        | Dallas Stars                   | NHL              | 60  | 2   | 4   | 6   | 8   | —  | —  | —  | —  | —  |
| 2010–2011        | Texas Stars                    | AHL              | 1   | 0   | 1   | 1   | 2   | —  | —  | —  | —  | —  |
| 2011–2012        | Dallas Stars                   | NHL              | 39  | 2   | 3   | 5   | 6   | —  | —  | —  | —  | —  |
| NCAA Összesített | NCAA Összesített               | NCAA Összesített | 138 | 59  | 69  | 128 | 62  | —  | —  | —  | —  | —  |
| AHL Összesített  | AHL Összesített                | AHL Összesített  | 444 | 109 | 204 | 313 | 144 | 55 | 12 | 23 | 35 | 22 |
| NHL Összesített  | NHL Összesített                | NHL Összesített  | 397 | 33  | 48  | 81  | 50  | 18 | 1  | 0  | 1  | 2  |

## Díjai
- Minnesota High School All-State, All-Metro és All-Conference Év Játékosa: 1996
- WCHA All-Rookie Csapat: 1997
- Junior világbajnoki ezüstérem: 1997
- AHL All-Rookie Csapat: 2001